# Eddy Zaal
Edward Alfred (Eddy) Zaal (Paramaribo, 4 maart 1936 - Zoetermeer, 24 juli 2019) was een Surinaams-Nederlands basketbalspeler, coach en scheidsrechter.

## Biografie
Eddy Zaal was een zoon van een arts en bracht zijn jeugd door op de plantages van Nieuw-Amsterdam en Mariënburg. Op zijn tiende verhuisde hij naar de Heerenstraat in Paramaribo en later naar de Keizerstraat. Hij volgde de mulo op de Hendrikschool aan de Gravenstraat. Hij voetbalde op de brede trottoirs van de Keizerstraat en kwam op zijn veertiende in aanraking met basketbal. Hij kwam vaak op drie basketbalvelden in de buurt van zijn huis en basketbalde daarnaast op het erf van zijn jeugdvriend Harold de Miranda en oefende op een zelfgemaakte basketbalkorf bij zijn eigen huis. In wedstrijdverband deed hij verder ook nog aan atletiek, tennis en honkbal.
In 1952 sloot hij zich op 16-jarige leeftijd aan bij basketbalclub Indepediente; bij deze club bleef hij meer dan twintig jaar basketballen. In 1957 verbleef hij een jaar in Puerto Rico, dat gerekend wordt tot een van de tien toplanden in het basketbal. Hier ontwikkelde hij zich sterk op technisch en tactisch niveau. Toen hij in 1958 terugkeerde in Suriname was hij van grote invloed op de ontwikkeling van de sport en introduceerde hij allerlei aspecten zoals de overhand hookshot. Drie jaar op rij werd hij met Independiente kampioen van Suriname, in 1956, 1957 en 1958. Daarnaast was hij actief als basketbalscheidsrechter.
In 1954 werd hij opgenomen in het Surinaamse basketbalteam; voor het nationale team bleef hij veertien jaar actief, als speler, aanvoerder en coach. In 1960 speelde hij met het team in het eerste grote toernooi. Dit was in Bologna tijdens kwalificatiewedstrijden voor de Olympische Zomerspelen van 1960. Suriname kwam uit tegen Soedan, Tsjecho-Slowakije, Spanje en Taiwan.
Vanaf 1968 was hij negen maanden in de Verenigde Staten en ontwikkelde hij zich als coach door onder meer een stage bij de Boston Celtics. In 1970 werd hij bondscoach van het nationale team. Hij coachte het team in 1971 tijdens de Pan-Amerikaanse Spelen in Colombia en in 1975 tijdens de Centraal-Amerikaanse en Caraïbische Spelen in de Dominicaanse Republiek. Ook vertegenwoordigde hij de Surinaamse Basketbal Bond op internationaal vlak, zoals tijdens het International Basketball Congres van 1974 in Puerto Rico.
In 1977 verhuisde hij naar Nederland. Met herenteams werd hij drie maal kampioen en met damesteams vijf maal.
Hij bleef in Nederland wonen en overleed in 2019 in Zoetermeer. Eddy Zaal is 83 jaar oud geworden.